# كاهول
ريف كاهول هي مدينة، تتبع مقاطعة كاهول، وغوبرنيه بيسارابيا، هي عاصمة مقاطعة كاهول، بلغ عدد سكانها 41٬100 نسمة، تبلغ مساحتها 33٫91 كيلومتر مربع، رمزها البريدي هو MD-3900.

## المناخ
يظهر الجدول التالي التغييرات المناخية على مدار السنة لريف كاهول:
| البيانات المناخية لـريف كاهول             | البيانات المناخية لـريف كاهول | البيانات المناخية لـريف كاهول | البيانات المناخية لـريف كاهول | البيانات المناخية لـريف كاهول | البيانات المناخية لـريف كاهول | البيانات المناخية لـريف كاهول | البيانات المناخية لـريف كاهول | البيانات المناخية لـريف كاهول | البيانات المناخية لـريف كاهول | البيانات المناخية لـريف كاهول | البيانات المناخية لـريف كاهول | البيانات المناخية لـريف كاهول | البيانات المناخية لـريف كاهول |
| الشهر                                     | يناير                         | فبراير                        | مارس                          | أبريل                         | مايو                          | يونيو                         | يوليو                         | أغسطس                         | سبتمبر                        | أكتوبر                        | نوفمبر                        | ديسمبر                        | المعدل السنوي                 |
| ----------------------------------------- | ----------------------------- | ----------------------------- | ----------------------------- | ----------------------------- | ----------------------------- | ----------------------------- | ----------------------------- | ----------------------------- | ----------------------------- | ----------------------------- | ----------------------------- | ----------------------------- | ----------------------------- |
| متوسط درجة الحرارة الكبرى °م (°ف)         | 0.2 (32.4)                    | 1.8 (35.2)                    | 7.9 (46.2)                    | 15.9 (60.6)                   | 21.6 (70.9)                   | 25.0 (77.0)                   | 26.8 (80.2)                   | 26.5 (79.7)                   | 22.6 (72.7)                   | 15.9 (60.6)                   | 8.5 (47.3)                    | 2.6 (36.7)                    | 14.6 (58.3)                   |
| متوسط درجة الحرارة الصغرى °م (°ف)         | −5.7 (21.7)                   | −3.7 (25.3)                   | −0.2 (31.6)                   | 5.6 (42.1)                    | 11.1 (52.0)                   | 14.5 (58.1)                   | 16.0 (60.8)                   | 15.7 (60.3)                   | 11.9 (53.4)                   | 6.6 (43.9)                    | 1.9 (35.4)                    | −2.7 (27.1)                   | 5.9 (42.6)                    |
| الهطول مم (إنش)                           | 36 (1.4)                      | 39 (1.5)                      | 33 (1.3)                      | 41 (1.6)                      | 56 (2.2)                      | 76 (3.0)                      | 66 (2.6)                      | 56 (2.2)                      | 48 (1.9)                      | 28 (1.1)                      | 38 (1.5)                      | 40 (1.6)                      | 557 (21.9)                    |
| متوسط أيام هطول الأمطار                   | 12                            | 13                            | 10                            | 10                            | 11                            | 11                            | 10                            | 8                             | 7                             | 7                             | 11                            | 12                            | 122                           |
| المصدر: World Weather Information Service |                               |                               |                               |                               |                               |                               |                               |                               |                               |                               |                               |                               |                               |

## مدن توأم
المدن التوأم:
- مجيدية
- فاسلوي.

## أعلام
- فيكا جيغولينا